# Galileo (navigatiesysteem)

Galileo-logo

Galileo is het civiele wereldwijde satellietnavigatiesysteem (GNSS) van de Europese Unie (EU) in samenwerking met de Europese Ruimtevaartorganisatie (ESA). Net als gps kan Galileo door iedereen gratis gebruikt worden voor tijdsreferentie en plaatsbepaling. Naast de gratis open service die nauwkeuriger is dan gps, stelt Galileo ook extra commerciële diensten beschikbaar, met onder andere garantie op juistheid van de positie.

## Geschiedenis

### Bestaansreden
Het Galileo-project is het grootste Europese ruimtevaartproject aller tijden.
Galileo is het eerste civiele satellietnavigatiesysteem; dit ter onderscheiding van de huidige wereldwijde militaire systemen, te weten het Amerikaanse global positioning system (gps), het Chinese Beidou en het Russische GLONASS.
De belangrijkste bestaansreden van Galileo is politiek van aard: Europese onafhankelijkheid van onder andere de Verenigde Staten. Gps en GLONASS zouden uit politieke of militaire overwegingen uitgeschakeld of versleuteld kunnen worden. De gebruikers zullen hun locatie (en tijd) kunnen bepalen door gelijktijdig gebruik te maken van zowel Galileo als gps en GLONASS, maar ook met Galileo alleen. Zo kan Europa zelf beslissen over de beschikbaarheid van een GNSS. 
In de periode van de besluitvorming en ontwikkeling van Galileo heeft het ministerie van defensie van de VS verschillende vergelijkbare verbeteringen meteen ingevoerd voor gps of deze aangekondigd voor de derde generatie gps-satellieten (zoals extra civiele frequenties en hogere precisie).

### Realisatie
Het project werd officieel goedgekeurd op 26 mei 2003 door de EU en de ESA. Op 28 december 2005 werd de eerste testsatelliet GIOVE-A met succes gelanceerd vanaf de Russische lanceerbasis Baikonoer in Kazachstan, op 27 april 2008 de tweede.
Op 21 oktober 2011 werden vanaf de lanceerbasis bij Kourou de eerste twee satellieten voor Galileo gelanceerd. De satellieten dragen jongens- en meisjesnamen vanuit heel Europa. De eerste twee satellieten heten Thijs en Natalia. Inmiddels zijn er zesentwintig satellieten gelanceerd (25 juli 2018).
De satellieten 5 en 6 zijn door een technisch mankement in een elliptische baan terechtgekomen. Pas na veertien koerscorrecties slaagde men erin de afwijkingen zodanig te verkleinen dat de satellieten in principe bruikbaar zouden moeten zijn.
In 2007 raakte het project in de problemen. Een consortium van acht uitvoerende Europese ruimtevaartbedrijven kwam niet binnen de afgesproken termijn tot overeenstemming over het gewenste resultaat. De Duitse staatssecretaris voor Wetenschap Peter Hintze liet weten dat de EU-landen "in principe" willen doorgaan met Galileo. Op 30 november 2007 is alsnog een akkoord bereikt over de bouw van het systeem.
Het Amerikaanse tijdschrift IEEE Spectrum bestempelde in januari 2008 het project tot "Loser" vanwege de overschrijding van het budget en de tijdsplanning.
In november 2016 werden er problemen vastgesteld met de atoomklokken. Er waren toen 18 satellieten in omloop met in totaal 36 waterstofklokken en 36 rubidiumklokken. Drie waterstofklokken hebben het begeven. De fout lijkt bij alle drie kortsluiting te zijn. Een testprocedure op aarde zou aan de basis hiervan liggen. Bij de rubidiumklokken hebben vijf het begeven. De oorzaken zijn hier beter bekend. Eén oorzaak ligt bij een onderdeel dat niet helemaal aan de specificaties voldoet. Een andere oorzaak is dat een klok die langere tijd buiten werking gesteld geweest is, daarna niet meer opstart. Deze problemen zouden de functionaliteit van het totale systeem nog niet in het gedrang brengen. Er zijn immers vier klokken aanwezig in elke satelliet.
Op 15 december 2016 is Galileo van start gegaan voor autoriteiten, bedrijven en burgers.
Op 25 juli 2018 waren er 26 kunstmanen in de ruimte. De nodige grondinfrastructuur is beschikbaar.
Toen Rusland op 25 februari 2022 een grootschalige aanval op Oekraïne opende, raakte de verstandhouding tussen ESA en Roskosmos zo verstoord dat Rusland zijn personeel van de lanceerbasis in Frans-Guyana terugtrok, waardoor de Sojoez-raketten van Arianespace voor de resterende Galileo-lanceringen niet meer te lanceren zijn. Omdat Arianespace/ArianeGroup de productielijn voor de Ariane 5 al had gesloten en de Ariane 6 door vertraging bij de ontwikkeling nog niet beschikbaar was, werden een aantal lanceringen naar de Falcon 9 van SpaceX omgeboekt. 

### Overzicht Galileolanceringen
| Volgnr. | Datum Tijd (UTC)  | Satellieten                                                         | Lanceerplatform                | Rakettype vluchtnummer     | Bijzonderheden                                                               |
| ------- | ----------------- | ------------------------------------------------------------------- | ------------------------------ | -------------------------- | ---------------------------------------------------------------------------- |
| 1       | 21 oktober 2011   | Galileo IOV FM01 Galileo IOV FM02                                   | Centre Spatial Guyanais, ELS   | Sojoez ST-B-Fregat-MT VS01 |                                                                              |
| 2       | 12 oktober 2012   | Galileo IOV FM03 Galileo IOV FM04                                   | Centre Spatial Guyanais, ELS   | Sojoez ST-B-Fregat-MT VS03 |                                                                              |
| 3       | 22 augustus 2014  | Galileo FOC FM01 Galileo FOC FM02                                   | Centre Spatial Guyanais, ELS   | Sojoez ST-B-Fregat-MT VS09 | satellieten niet in beoogde baan afgezet                                     |
| 4       | 27 maart 2014     | Galileo FOC FM03 Galileo FOC FM04                                   | Centre Spatial Guyanais, ELS   | Sojoez ST-B-Fregat-MT VS11 |                                                                              |
| 5       | 11 september 2015 | Galileo FOC FM05 Galileo FOC FM06                                   | Centre Spatial Guyanais, ELS   | Sojoez ST-B-Fregat-MT VS12 |                                                                              |
| 6       | 17 december 2015  | Galileo FOC FM08 Galileo FOC FM09                                   | Centre Spatial Guyanais, ELS   | Sojoez ST-B-Fregat-MT VS13 |                                                                              |
| 7       | 25 mei 2016       | Galileo FOC FM10 Galileo FOC FM11                                   | Centre Spatial Guyanais, ELS   | Sojoez ST-B-Fregat-MT VS15 |                                                                              |
| 8       | 17 november 2016  | Galileo FOC FM07 Galileo FOC FM12 Galileo FOC FM13 Galileo FOC FM14 | Centre Spatial Guyanais, ELA-3 | Ariane 5-ES VA233          |                                                                              |
| 9       | 12 december 2017  | Galileo FOC FM15 Galileo FOC FM16 Galileo FOC FM17 Galileo FOC FM18 | Centre Spatial Guyanais, ELA-3 | Ariane 5-ES VA240          |                                                                              |
| 10      | 25 juli 2018      | Galileo FOC FM19 Galileo FOC FM20 Galileo FOC FM21 Galileo FOC FM22 | Centre Spatial Guyanais, ELA-3 | Ariane 5-ES VA244          |                                                                              |
| 11      | 5 december 2021   | Galileo FOC FM23 Galileo FOC FM24                                   | Centre Spatial Guyanais, ELS   | Sojoez ST-B-Fregat-MT VS26 |                                                                              |
| 12      | 28 april 2024     | Galileo FOC FM25 Galileo FOC FM27                                   | Kennedy Space Center, LC-39A   | Falcon 9 F9-vlucht 327     | De raket vloog in expendable-modus                                           |
| 13      | 17 september 2024 | Galileo FOC FM26 Galileo FOC FM32                                   | Cape Canaveral SFS, SLC-40     | Falcon 9 F9-vlucht 390     | Zwaarste Falcon 9-missie ooit in herbruikbare modus. Boosterlanding slaagde. |

## Kenmerken

### Kosten
De geschatte kosten van het project, inclusief infrastructuur op aarde, bedragen zo'n 10 miljard euro (2016).

### Technische voordelen
Galileo is in enkele opzichten verder ontwikkeld dan gps en/of GLONASS, met name:
- Betere precisie voor alle gebruikers (één meter; tot 20 cm als betaalde service,[7] bij gps is dit tot vier meter).
- Betere dekking van satellietsignalen op hogere geografische breedten dan gps (met name van belang voor de Scandinavische landen).
- Met gps vergelijkbare techniek en daardoor eenvoudiger ontwikkeling van ontvangers die naast gps ook Galileo of GLONASS ontvangen. Worden gelijktijdig meerdere navigatiesystemen ontvangen, dan is vaker een goede positie te bepalen, vooral in gebieden met beperkt zicht op de hemel, zoals in stedelijke omgeving.
- Mogelijkheden voor het versturen van noodsignalen.

### Participatie
Ook China, Marokko, Israël en India nemen deel aan het project en dragen bij aan de financiering en ontwikkeling. Met enkele andere landen, waaronder Canada, Brazilië en Australië, lopen besprekingen over deelname aan het project. China droeg zo'n € 230 miljoen bij maar besliste in 2000 om een onafhankelijk navigatiesysteem te maken, genaamd Beidou. Nederland draagt € 43 miljoen bij.

## Satellieten
Het systeem zal uiteindelijk bestaan uit 30 satellieten. Deze satellieten zullen in drie middelhoge cirkelvormige banen worden gebracht op een hoogte van 23 222 kilometer en onder een hoek van 56 graden ten opzichte van de evenaar. Door het grote aantal satellieten moet het systeem buitengewoon betrouwbaar worden. Bovendien kan de gebruiker informatie ontvangen over de nauwkeurigheid van het aangeboden signaal, zodat men ook, waar de nauwkeurigheid cruciaal is, weet of de gegevens bruikbaar zijn. Er zullen 10 civiele navigatiesignalen uitgezonden worden op de frequenties 1164-1215 MHz, 1215-1300 MHz en 1559-1592 MHz.
Elke satelliet heeft een massa van 700 kg en het hele systeem is ontworpen om 12 jaar mee te gaan. De elektronica is speciaal afgeschermd tegen de ruimtestraling, zoals gebruikelijk in satellieten.

### Onderdelen
Elke satelliet bevat de volgende componenten:
- L-band-antenne: zendt de navigatiesignalen uit in de L-band.
- Search-and-rescue-antenne: vangt noodsignalen op vanaf de aarde en zendt ze naar een grondstation dat ze verder stuurt naar een lokale reddingseenheid.
- C-band-antenne: ontvangt satellietgegevens van een uplinkstation. Dit zijn onder meer signalen voor de synchronisatie van de klokken aan boord van de satelliet met een atoomklok op aarde en de informatie over de kwaliteit van het signaal. Deze informatie wordt meegestuurd met het navigatiesignaal zodat de ontvanger weet of het signaal betrouwbaar is.
- Twee S-band-antennes voor telemetrie, volg- en stuursignalen. Deze signalen zijn huishoudgegevens van de satelliet zelf en haar apparatuur van en naar het grondsegment. Deze antennes ontvangen, verwerken en verzenden ook de hoogtegegevens van de satelliet op een paar meter nauwkeurig. De S-bandantennes kunnen ook de C-bandantenne vervangen, mocht deze defect zijn.
- Infrarood- en zichtbaarlicht-zonnedetectoren: deze houden de satelliet naar de aarde gericht. De infrarooddetectoren zien het verschil tussen de koude ruimte en de warme aarde. Met de zonnedetectoren wordt de hoek met de zon gemeten.
- Laserretroreflector: reflecteert laserstralen vanaf grondstations die zo de positie van de satelliet tot op een paar centimeter kunnen bepalen. Dit zal slechts eenmaal per jaar gebeuren omdat de metingen met de S-bandantenne voldoende nauwkeurig zijn.
- Radiatoren om de overtollige warmte af te voeren.
- Passieve waterstofmaserklokken: de satelliet heeft twee moederklokken. Deze atoomklokken steunen op de ultrastabiele oscillaties van het waterstofatoom om de tijd te meten met een nauwkeurigheid van 0,45 nanoseconden over een periode van twaalf uur.
- Rubidiumklokken: ook twee. Deze zijn kleiner en dienen als reserve voor de waterstofmaserklokken. Zij hebben een nauwkeurigheid van 1,8 nanoseconden in twaalf uur.
- Regeleenheid voor de bewaking van de klokken: zorgt voor de verbinding tussen de vier klokken en vooral dat ze alle vier in fase lopen zodat er onmiddellijk overgeschakeld kan worden indien de moederklok uitvalt.
- Signaalgenerator voor het navigatiesignaal: genereert de navigatiesignalen uit de gegevens van de klokken en het uplink- en kwaliteitssignaal van de C-bandantenne. Deze signalen worden dan omgezet naar de L-band om uitgezonden te worden naar de gebruikers.
- Gyroscopen: meten de rotatie van de satelliet.
- Reactiewielen: besturen de rotatie van de satelliet. De satelliet roteert in tegenovergestelde zin van deze wielen. Op één omwenteling rond de aarde, roteert de satelliet tweemaal om zijn as om de zonnepanelen naar de zon gericht te houden.
- Magnetokoppelingen: bepalen de omwentelingssnelheid van de reactiewielen door middel van magnetische inductie.
- Vermogenssturing: stuurt het vermogen van de zonnepanelen en de batterijen naar de verschillende onderdelen.
- Computer: stuurt zowel de satelliet zelf als verschillende componenten.

### Search and rescue
Naast de onderdelen voor navigatie hebben Galileosatellieten nog een extra transponder voor het doorgeven van noodsignalen die verzonden worden met een speciale chip in het gebruikerstoestel. Galileo zal de locatie van de gebruiker bepalen en een bevestiging sturen dat hulp onderweg is. Dit wordt een aanvulling op een reeds bestaande applicatie (Cospas-Sarsat).
De eerste testen met vier satellieten (10 februari 2014) leverden het volgende resultaat op: 77% van de gesimuleerde noodsignalen leverden een lokalisatie op tot op 2 km nauwkeurig. 95% van de lokalisaties gebeurde binnen 5 km. De controlecentra werden binnen anderhalve minuut verwittigd (de eis was binnen 10 minuten).

## Grondstations
Galileo zal beschikken over tweewegcommunicatie tussen de satellieten en de grondstations.

### Galileo-controlecentrum (GCC)
Er worden twee GCC’s gebouwd in Europa: één in Oberpfaffenhofen bij München en een tweede in Fucino bij Rome. De Galileo-hoofdvestigingen komen in Toulouse en Londen.

### Galileo-sensorstation (GSS)
Twintig Galileo-sensorstations (GSS) worden via een wereldwijd netwerk verbonden met het GCC, waar de verzamelde gegevens op juistheid gecontroleerd zullen worden en waar de tijd van elke satelliet met de klok in het controlecentrum vergeleken wordt. Via 15 uplinkstations kunnen correcties naar de satellieten gezonden worden.

## Vergelijking met andere systemen
|                           | Gps                                                             | GLONASS                                                         | Galileo                                               | Beidou                                 |
| ------------------------- | --------------------------------------------------------------- | --------------------------------------------------------------- | ----------------------------------------------------- | -------------------------------------- |
| Totaal aantal satellieten | min. 24 + 3                                                     | 24                                                              | 27 + 3                                                |                                        |
| Satellieten per baan      | 4                                                               | 8                                                               | 10                                                    |                                        |
| Aantal banen              | 6                                                               | 3                                                               | 3                                                     |                                        |
| Afstand tussen de banen   | 60°                                                             | 120°                                                            | 120°                                                  |                                        |
| Omlooptijd                | 11 uur 58 minuten                                               | 11 uur 15 minuten                                               | 14 uur 22 minuten                                     |                                        |
| Hoogte                    | 20 200 km                                                       | 19 100 km                                                       | 23 616 km                                             |                                        |
| Max. geografische breedte | 55°                                                             | 60°                                                             | 60°                                                   |                                        |
| Inclinatie                | 55°                                                             | 64°8'                                                           | 56°                                                   |                                        |
| Frequenties               | L1: 1575,42 MHz L2: 1227,60 MHz L5: 1176,45 MHz (modernisering) | L1: 1600 MHz L2: 1250 MHz L3: 1200 MHz was satellietafhankelijk | E1: 1559-1592 MHz E5: 1164-1215 MHz E6: 1215-1300 MHz | B1: 1570 MHz B2: 1210 MHz B2: 1270 MHz |
| Modulatie                 | CDMA                                                            | CDMA was FDMA                                                   | CDMA                                                  |                                        |
| Coördinatensysteem        | WGS 84                                                          | PZ90.02                                                         | GTRF                                                  |                                        |
| Referentietijd            | GPS-tijd = TAI − 19 seconden                                    | UTC + 3 uur                                                     | TAI                                                   |                                        |